# Simulium laoshanstum
Simulium laoshanstum är en tvåvingeart som beskrevs av Ren, An och Kang 1998. Simulium laoshanstum ingår i släktet Simulium och familjen knott.
Artens utbredningsområde är Shandong (Kina). Inga underarter finns listade i Catalogue of Life.